# Enmore (Guyana)
Pour les articles homonymes, voir Enmore.
Enmore est un village du Guyana qui se situe dans la région de Demerara-Mahaica.

## Histoire
Le 16 juin 1948, lors d'une manifestation, cinq travailleurs sont tués par balles et 12 sont blessés par la police coloniale britannique,. Ces défunts sont également connus sous le nom de « Martyrs d'Enmore ».